# Kościół jezuitów w Koblencji
Kościół jezuitów św. Jana Chrzciciela (niem. Jesuitenkirche St. Johannes der Täufer), znany również jako Citykirche – rzymskokatolicka świątynia znajdująca się w niemieckim mieście Koblencja. Dawny kościół jezuitów, obecnie filia parafii św. Kastora.

## Historia
W XIII wieku na miejscu dzisiejszego kompleksu powstał klasztor sióstr cysterek. W 1580 roku jego siedzibę przeniesiono na wyspę Niederwerth, a zabudowania klasztorne w Koblencji przeszły w ręce jezuitów. W 1581 założono kolegium jezuickie, do którego w kolejnym roku uczęszczało już 260 uczniów. W 1585 swoją działalność rozpoczęło seminarium duchowne, lecz niewiele wiadomo o jego dalszym rozwoju. W latach 1588–1589 wybudowano południowe skrzydło uczelni, a w 1591 roku rozpoczęto prace nad skrzydłem zachodnim. W 1592 przejęty od cysterek kościół rekonsekrowano pod wezwaniem św. Jana Chrzciciela, a na jego miejscu w latach 1613–1617 wzniesiono nowy budynek; powstała wówczas m.in. gotycko-renesansowa fasada. Z poprzedniej świątyni zachowano jedynie jedną ścianę prezbiterium. W 1664 założono szkołę żeńską, a sześć lat później ukończono skrzydło wschodnie. Od 1714 roku ponownie wykładano tu teologię.
W 1773 roku zakon poddano kasacie, mimo to część byłych zakonników dalej posługiwała przy świątyni. W 1803 kościół został filią parafii św. Kastora. W 1891 dawne budynki oświatowe włączono w skład ratusza miejskiego. W 1919 wznowiono działalność jezuitów w Koblencji.
Świątynia została znacząco zniszczona podczas nalotu na miasto w 1944 roku. W latach 1947–1948 byłe budynki kolegium tymczasowo mieściły siedzibę Landtagu Nadrenii-Palatynatu. Fasadę kościoła odrestaurowano, a w latach 1958–1959 wzniesiono nową nawę wg projektu Dominikusa Böhma. W 2003 jezuici opuścili kompleks, a opiekę nad kościołem przejęli sercanie biali, którzy posługiwali przy nim do 2023 roku. W latach 2006–2007 przestrzeń naw bocznych rozbudowano na podstawie projektu Gottfrieda Böhma, syna Dominikusa. 

## Architektura i wyposażenie
Kościół był pierwotnie trójnawowy, o układzie bazylikowym. Z gotycko-renesansowej świątyni zachowała się jedynie fasada z maswerkową rozetą oraz renesansowym portalem ozdobionym figurami świętych: Jana Chrzciciela, Ignacego Loyoli i Franciszeka Ksawerego. Pozostała część kościoła jest modernistyczna. Witraże w prezbiterium, nawiązujące do historii stworzenie świata, wykonał Jakob Schwarzkopf. Zawieszoną nad ołtarzem drewnianą Figurę Świętej Trójcy z 1959 roku zaprojektowała miejscowa artystka Edith Peres-Lethmate. Wykonała ona również stacje drogi krzyżowej. We wnętrzu przechowywana jest pietá z ok. 1500 roku, od 1587 czczona jako cudowna.

## Galeria

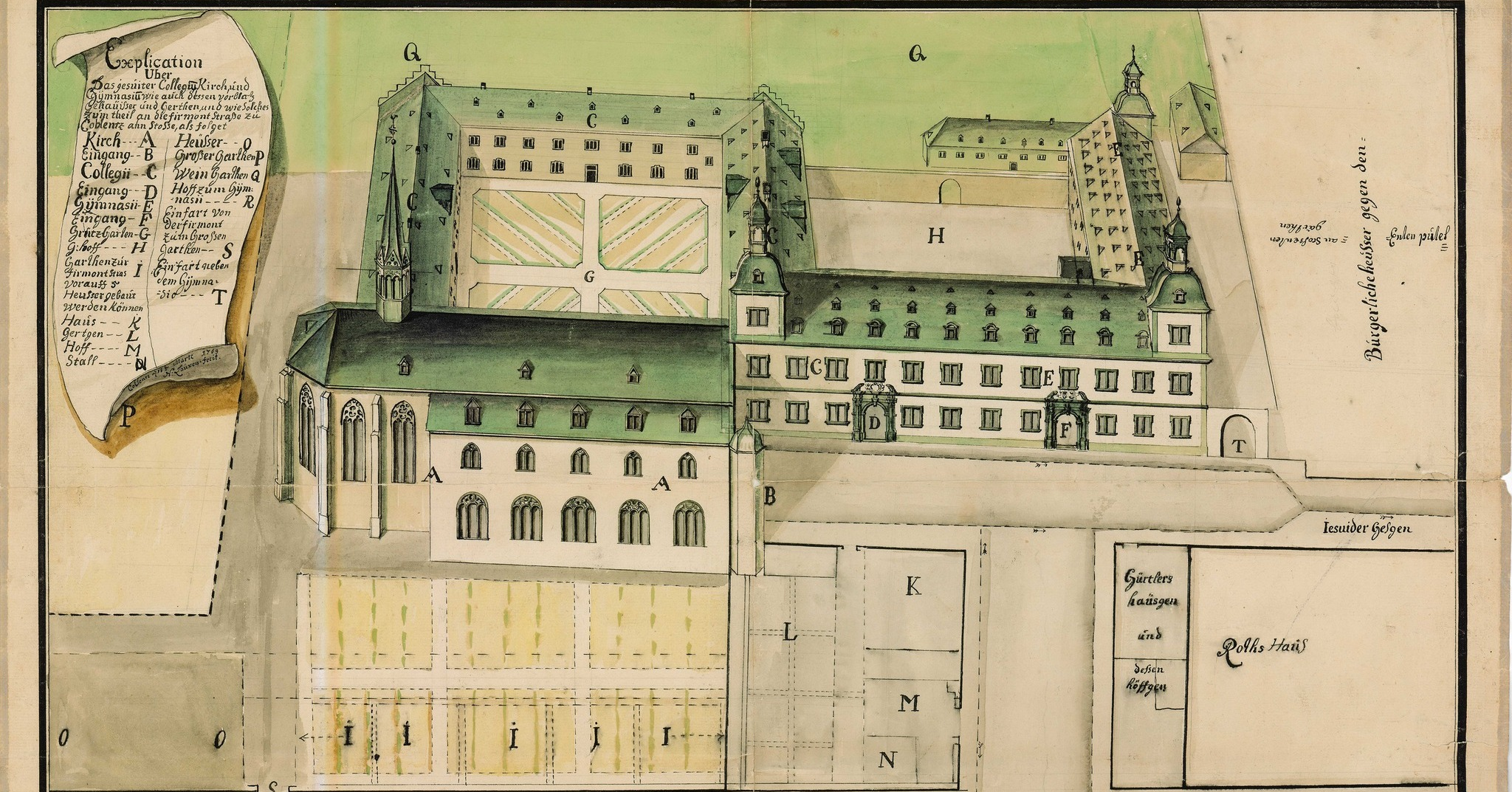
Widok kolegium w 1769
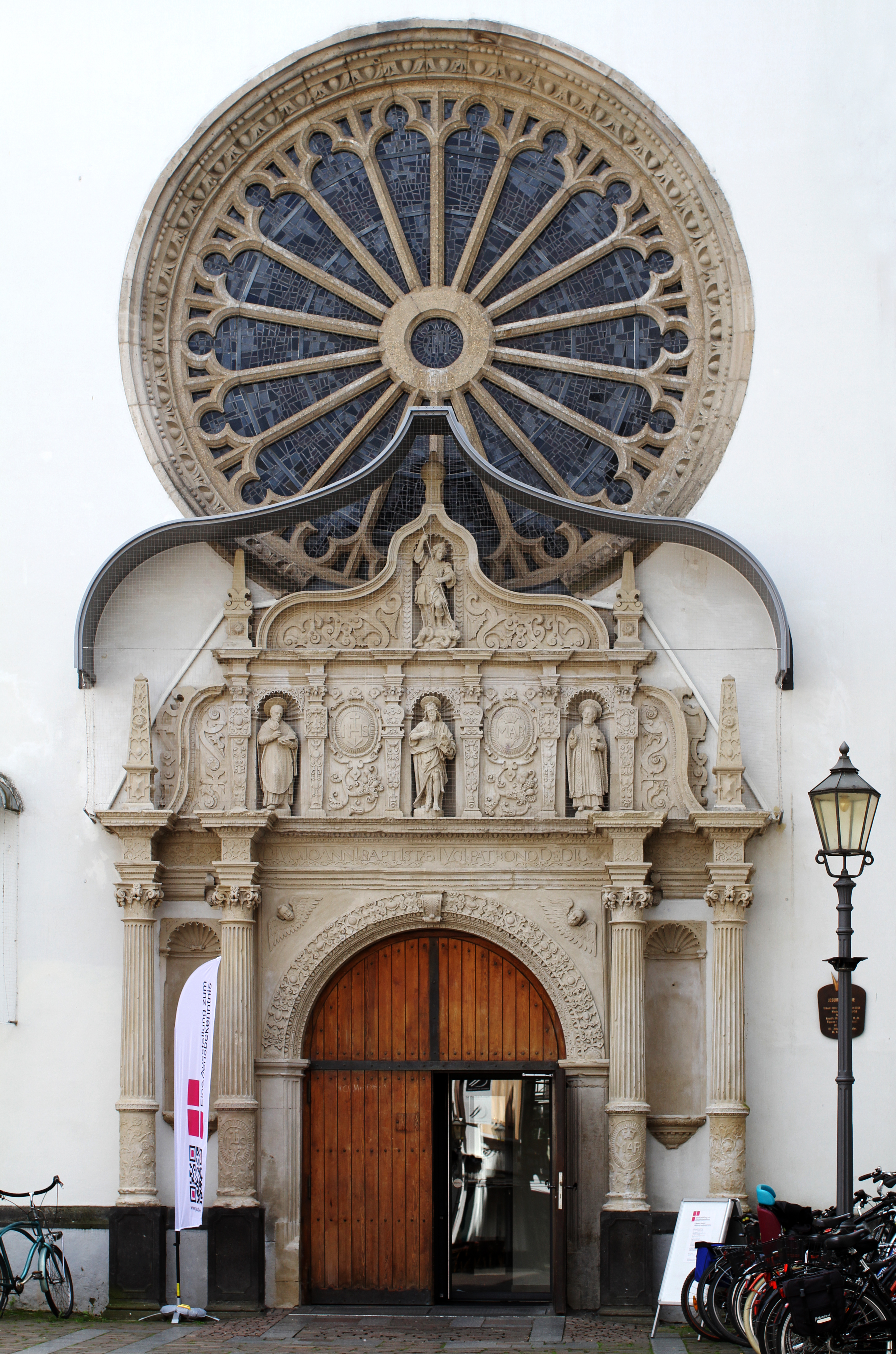
Rozeta i renesansowy portal
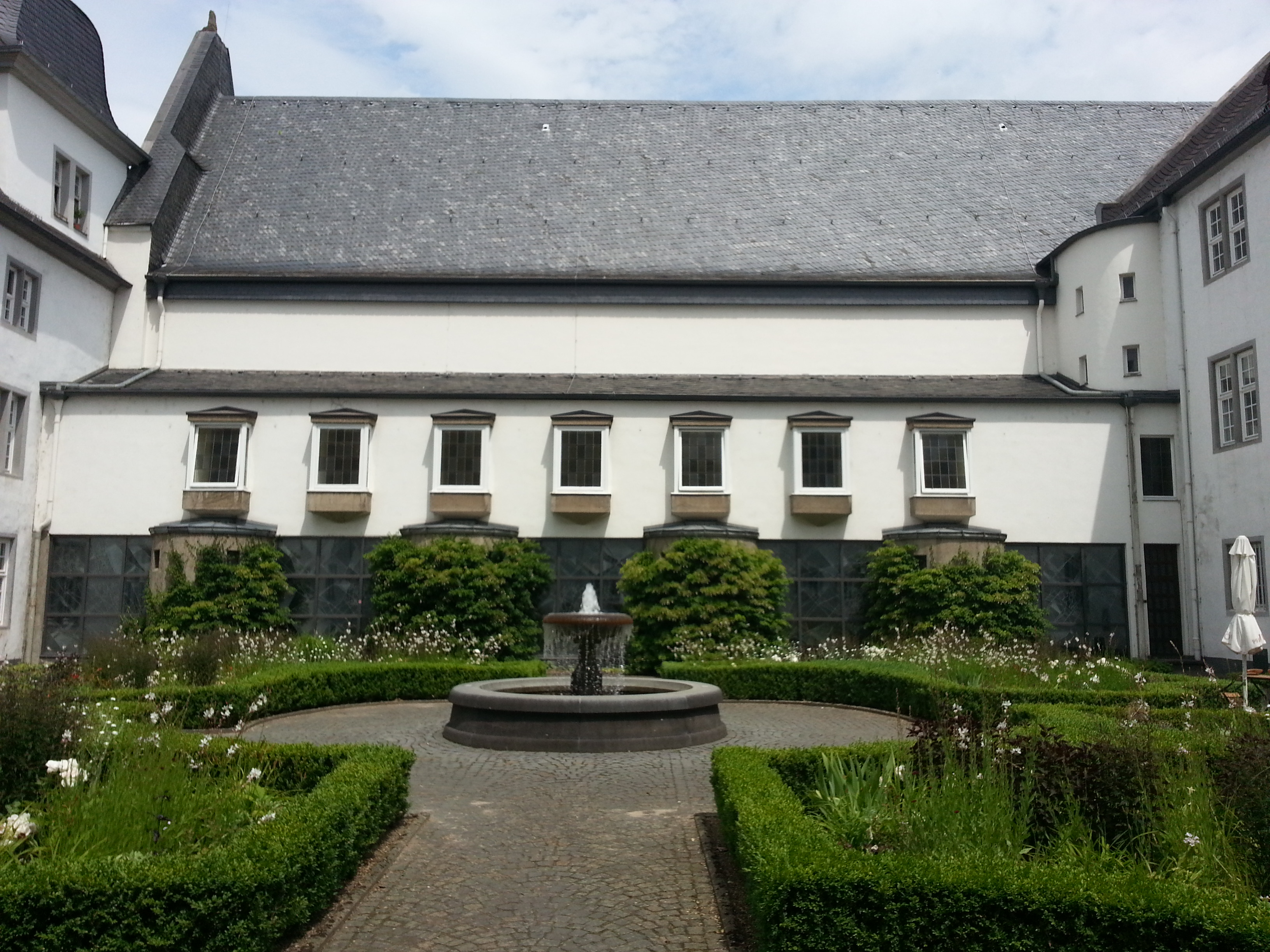
Południowa elewacja
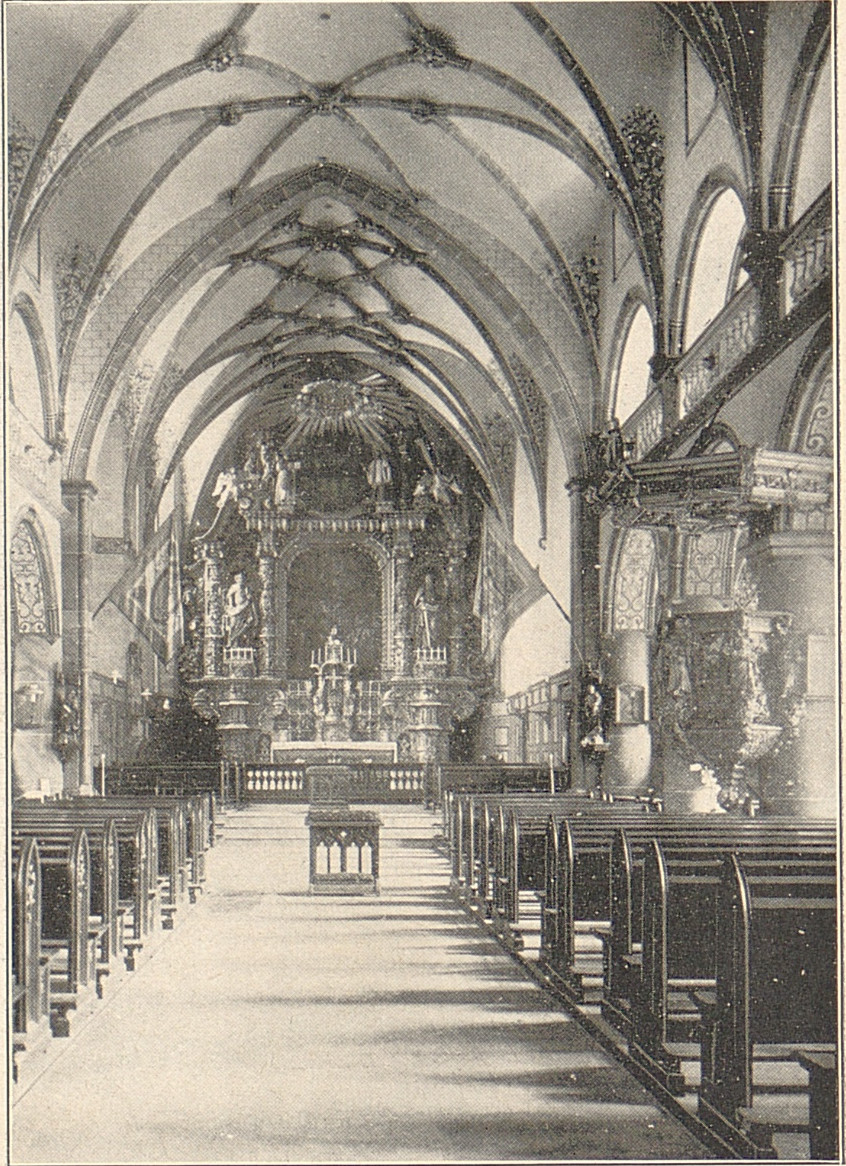
Wnętrze w 1908
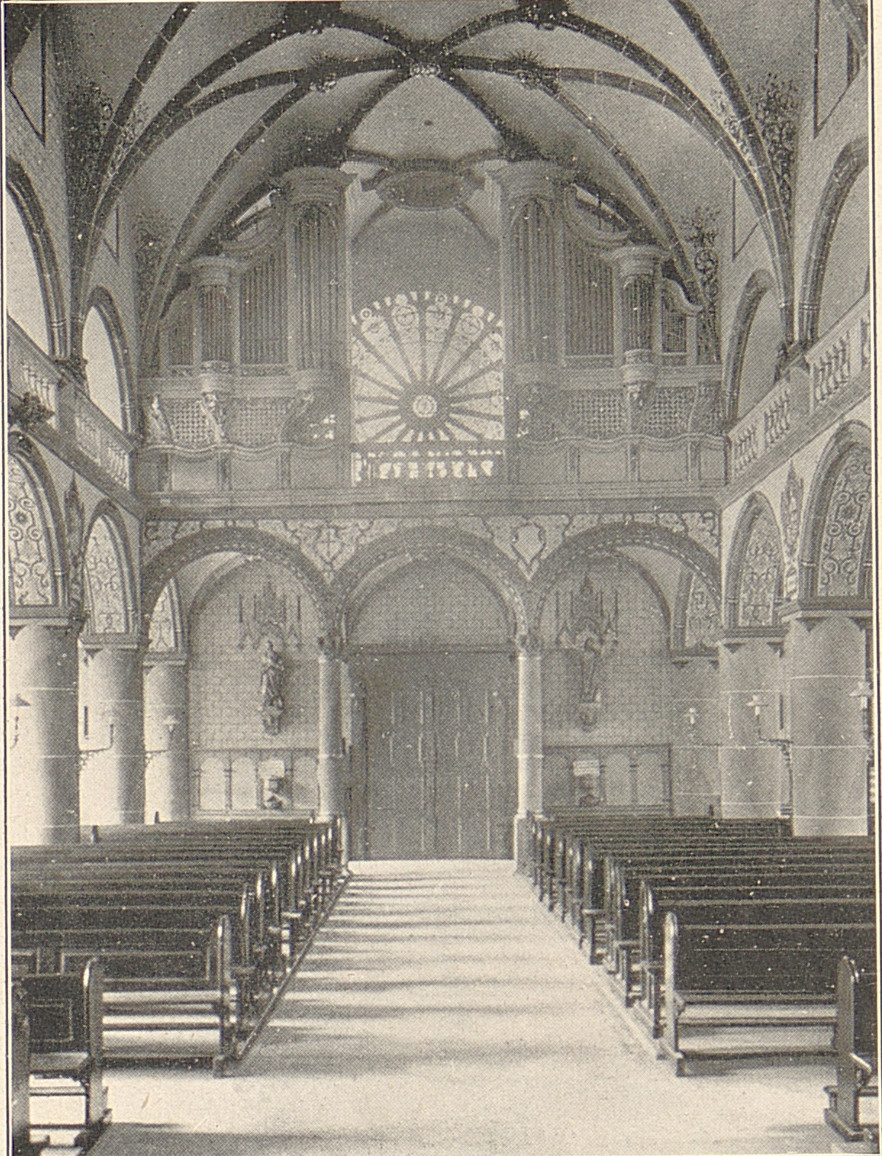
Organy w 1908
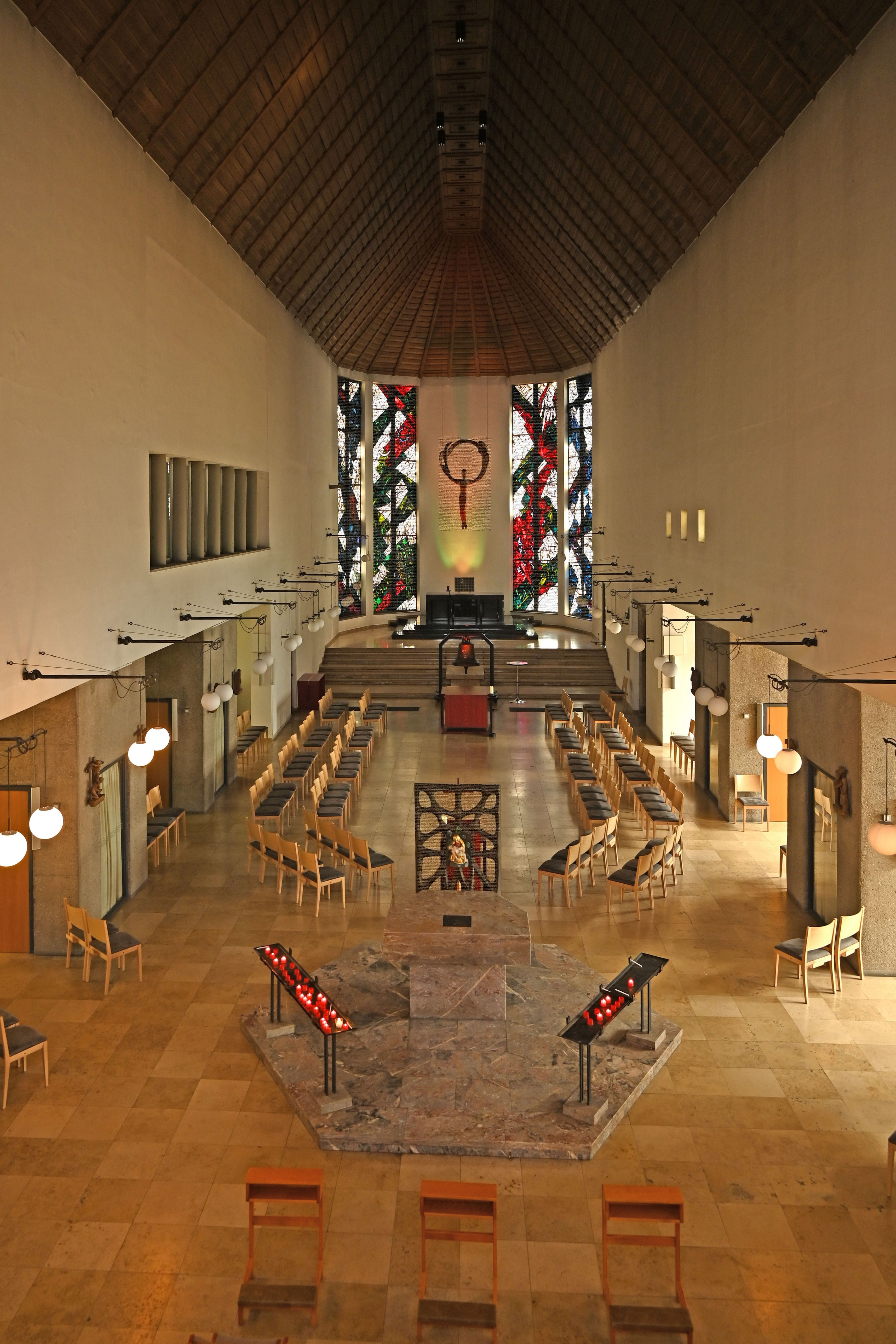
Wnętrze w 2024
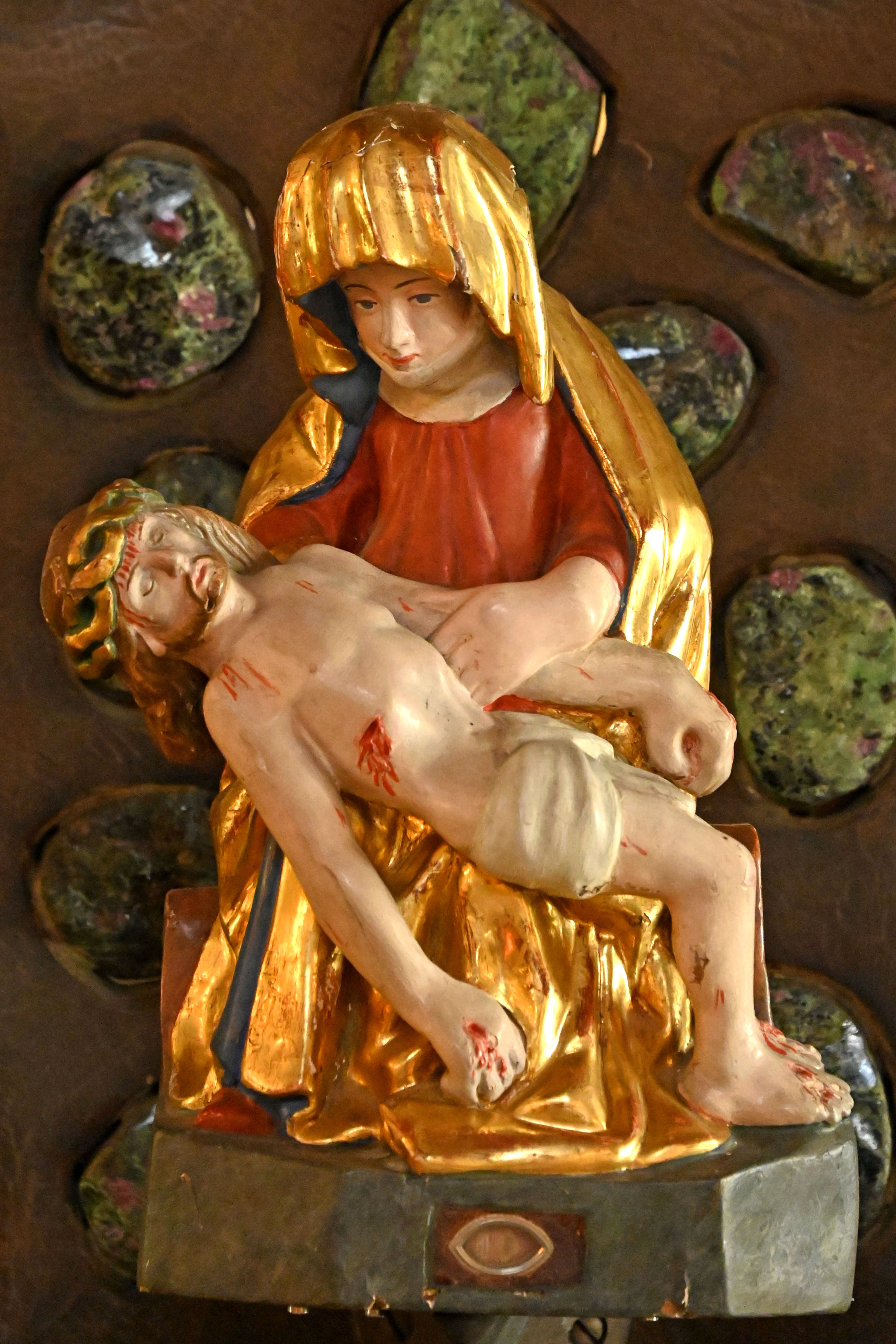
Pietà
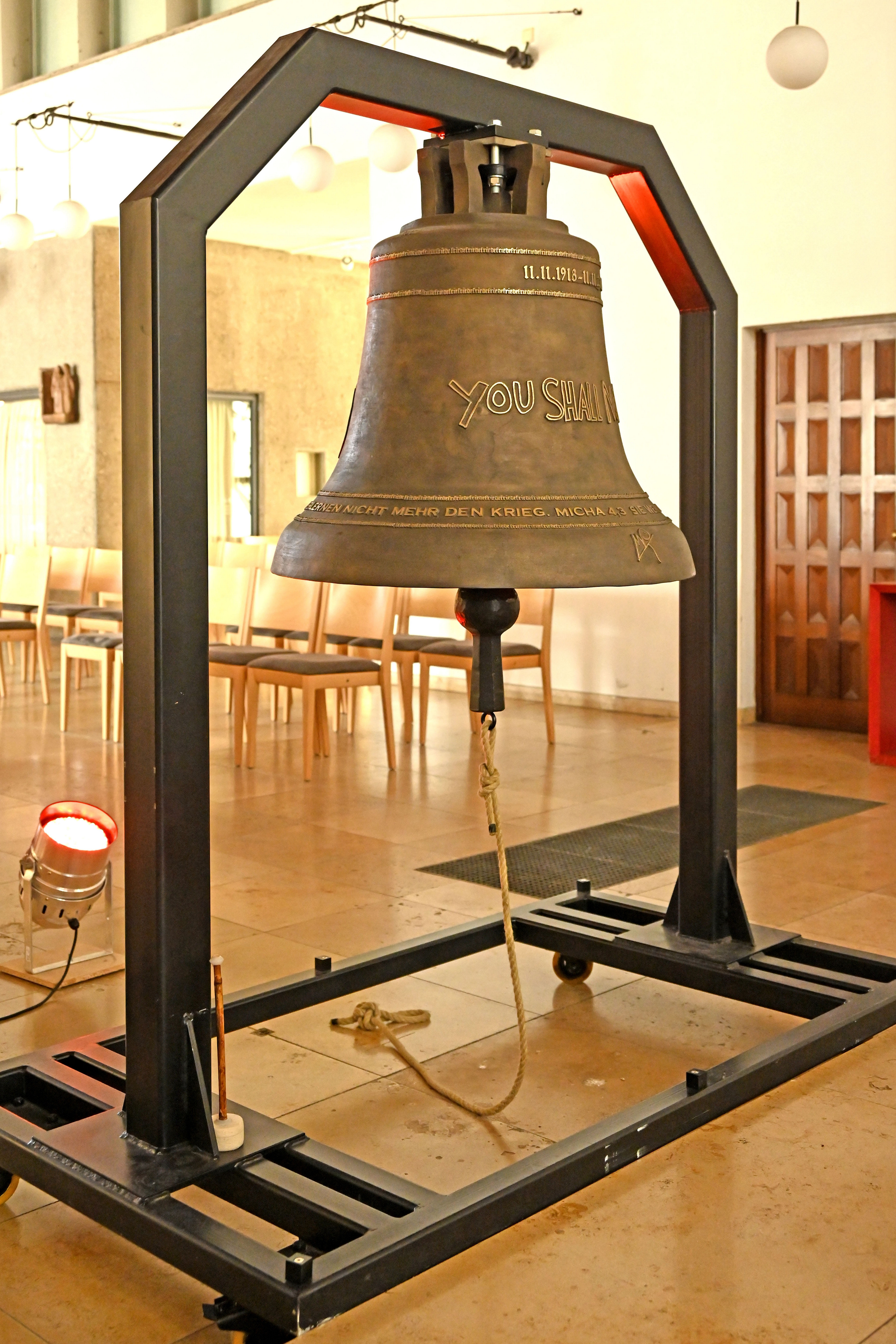
Dzwon Pokoju (Friedensglocke)
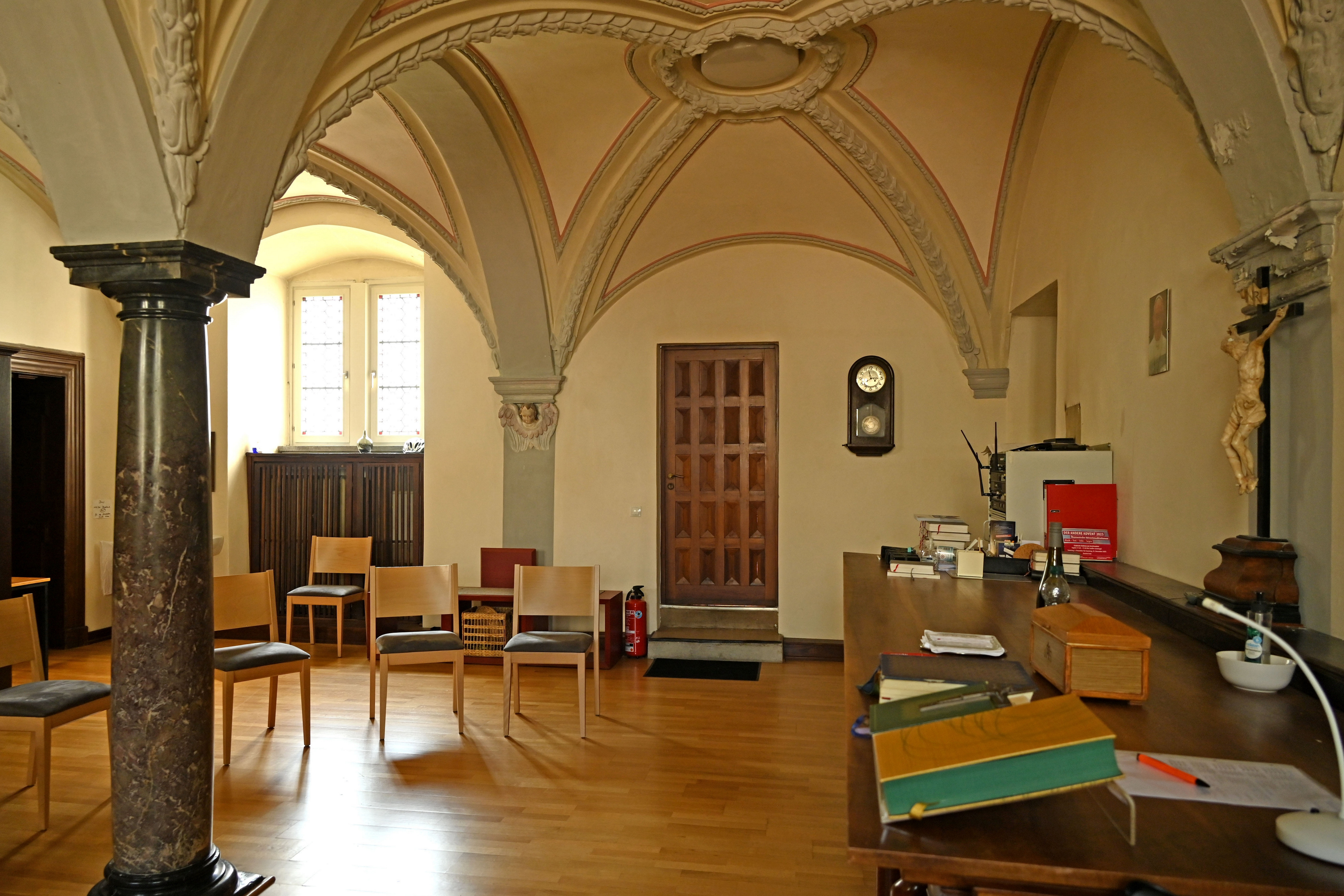
Zakrystia